# Zwingle
Zwingle és una població dels Estats Units a l'estat d'Iowa. Segons el cens del 2000 tenia 100 habitants.

## Demografia
Segons el cens del 2000, Zwingle tenia 100 habitants, 42 habitatges, i 23 famílies. La densitat de població era de 241,3 habitants/km².
Dels 42 habitatges en un 31% hi vivien nens de menys de 18 anys, en un 45,2% hi vivien parelles casades, en un 9,5% dones solteres, i en un 42,9% no eren unitats familiars. En el 38,1% dels habitatges hi vivien persones soles el 19% de les quals corresponia a persones de 65 anys o més que vivien soles. El nombre mitjà de persones vivint en cada habitatge era de 2,38 i el nombre mitjà de persones que vivien en cada família era de 3,25.
Per edats la població es repartia de la següent manera: un 31% tenia menys de 18 anys, un 5% entre 18 i 24, un 28% entre 25 i 44, un 23% de 45 a 60 i un 13% 65 anys o més.
L'edat mediana era de 38 anys. Per cada 100 dones de 18 o més anys hi havia 86,5 homes.
La renda mediana per habitatge era de 26.667 $ i la renda mediana per família de 45.625 $. Els homes tenien una renda mediana de 25.417 $ mentre que les dones 19.375 $. La renda per capita de la població era de 18.916 $. Cap de les famílies i l'1,4% de la població estaven per davall del llindar de pobresa.

## Poblacions més properes
El següent diagrama mostra les poblacions més properes.